# 幻蔵人形鬼話
『幻蔵人形鬼話』（げんぞうひとがたきわ）は、漫画家・高田裕三によって描かれた青年漫画。当初『月刊アフタヌーン』に1996年から不定期連載され、その後連載作品となった作品。全5巻。

## 概要
本作は、作者の代表作でもある『3×3 EYES（サザンアイズ）』連載中に、編集部より時代劇を描いてほしいという企画の持ち込みを請け、創られた作品。生きているのと見紛う様な人形を作り操る傀儡師（くぐつし）(＝幻術使い)・辻村幻蔵が様々な事件や怪異に挑む物語。

## あらすじ
時は慶長元年、事の発端は下播磨神川三十二万石の長嶋家で起こった御家騒動。許婚を毒殺された鬼九姫は、暗殺の証拠を手に入れるため山奥に居を構える傀儡師・辻村清兵衛を尋ねる。が、すでに辻村清兵衛は隠居しておりその仕事は全て、心を病んだ娘婿・幻蔵へと引き継がれていた。この事件で幻蔵と関わったのを期に、鬼九姫は城を出、幻蔵や仲間達と様々な奇怪な事件に遭遇していくことになる。

## 主な登場人物
辻村幻蔵（つじむら げんぞう）
傀儡師。辻村清兵衛の弟子で娘婿。幼少時、戦で故郷を焼け出され、行き倒れていた時に辻村幸四郎に拾われ、辻村清兵衛の弟子となる。傀儡師としての腕は確かだが、住んでいた村が戦に巻き込まれた時、嫁妻のサキを失い以後、心を病み、感情を失い、この世ならぬ者が見えるようになった。妻・サキの生き人形を作り完成したら一緒に死ぬため、サキと同じ身体の型を持つ女の型を集めていた。兄幸四郎とのケンカのあとは、徐々に人間らしい感情も思い出し、鬼九姫やお鶴にも心を開いてきていたが、物語の最後は長嶋家に恨みを持つ妖刀闇鉄丸に操られた弥介に命を狙われた鬼九を救おうとしたが、不意をつかれ幻蔵が妖刀の犠牲となってしまい、妖刀の迷える死者の魂を成仏させるべく、鬼九姫へ｢退屈至極にて婚姻拝謁候なれど必ずや鬼九のもとへ｣というメッセージを残してお鶴ととも死者の魂を成仏させるべく旅に出た。
長嶋鬼九（ながしま きく）
下播磨 神川三十二万石 長嶋家の姫兼頭首。従弟である武上史郎龍丸（たけがみ しろう たつまる）の暗殺より端を発した御家騒動から、傀儡師である辻村清兵衛のもとを尋ね辻村幻蔵に出会う。本来は姫であるが、暴力的な父によって頭首になるべく育てられたため、男勝りなところがあり、殿様口調でしゃべりまた剣の達人でもある。幻蔵が消えたあとはしばらくは放心状態であったが、生きて帰りを待っているとともに、頭首として政治を行っている。
お鶴（おつる）
元盗賊であった滝淵村の名主。彦八の所で下女をしていたが、彦八親子の遺産をめぐる争いに巻き込まれ、右腕と正気を失う。後に辻村幻蔵に保護される。猿のように身軽。村の青年と恋に落ちたこともある。最後は幻蔵とともに消えた。
辻村清兵衛（つじむら せいべえ）
傀儡師。生きている者と見紛うばかりの人形を作り操る者と有名だったが、歳のため、現在は隠居。その仕事は娘婿の幻蔵へと引き継がれている。
かがり
長嶋家付きの刀匠・鉄国秀右京（かねくにひでうきょう）の娘。父の死後は鬼九姫付きの侍女をしている。しっかりものの女性でよく鬼九姫の面倒を見ている。
御家老
長嶋家の筆頭家老。いつも鬼九姫のわがままに振り回されているが、鬼九姫が矢介に人質に取られたときはかわりに自分の命を差し出すと言ったり主君のために常に命をかける覚悟を持つ。
辻村サキ（つじむら -）
辻村清兵衛の娘で、辻村幻蔵の妻。住んでいた村が戦に巻き込まれた時に命を落としている。幸四郎と幻蔵とのケンカのときに幻蔵の作ったサキの人形にいわゆる幽霊と言う形で現れており、「兄弟げんかはやめて」というメッセージを遺した。
辻村幸四郎（つじむら こうしろう）
傀儡師。辻村清兵衛の息子。辻村家の跡継ぎだったが、武家社会でのし上がるという野望を持ち、そのために、跡目を幻蔵へと引き継がせ、実の妹・サキの婿とした。しかし、妹をなによりも愛しており、家を出る時、幻蔵に「サキを不幸にすれば殺す」と言い残している。傀儡師としての腕は幻蔵に負けず劣らずの凄腕だが、心が込められていない。サキを不幸にし殺したとして、幻蔵を殺そうとする。
浦上清音（佃千代丸）
浦上水軍の頭領、浦上又三衛門の実の娘だが、又三衛門の死後、魚人島の佃双六に拾われ義理の息子千代丸として育てられる。天正11年に小早船に黒装束の男たちに突然夜襲されたときに父又三衛門が殺される直前にまだ幼かった清音に財宝のありかを記した魔境を託したために、男として育てることが清音の命の危険から守る妙案だったが、だんだん年をとるにつれ周囲に女である秘密がバレるのを恐れるあまり、孤独になっていった。自分の真の姿を見せる唯一の友達が船の夜襲のとき命を救ってくれた鯨の小早丸であった。魚人島頭首マリア久留須が又三衛門の敵であったことには恨みは抱いていない。自分を男から女に戻してくれた幻蔵に惹かれ、想いを告白した。しかし佃双六が最後みんなを虐殺しようとしたことはショックを隠しきれなかったが、一連の騒動のあとは義母の面倒と小早丸とともに佃清音として生きていくことを決意する。
佃双六
元浦上水軍の船出衆の佃清音の義父。海賊に財宝のことをかぎつけられ、清音の秘密を完全に隠すために幻蔵に傀儡の依頼を申し込む。かつて武力増強をもくろむ浦上又三衛門に猜疑心を抱き、浦上を戦火の中心にしたくない一心で彼の乗っている船を襲い、マリア久留須とともに夜襲し又三衛門を殺した真犯人であった。清音の秘密を知るものたちは生かしておけずに、幻蔵たちを騙しうちしマリア久留須に槍で致命傷を与え、皆殺しにしようとしたが最期はマリア久留須に殺された。

## 各ストーリー概略
傀儡師、姫君の婚儀を祝ふの縁
時は慶長元年、事の発端は下播磨神川三十二万石の長嶋家で起こった御家騒動。許婚を第二婿候補である叔父・玄馬（げんば）に毒殺された鬼九姫は、暗殺の証拠を手に入れるため山奥に居を構える傀儡師・辻村清兵衛を尋ねる。が、すでに清兵衛は隠居しておりその仕事は全て、心を病んだ娘婿・辻村幻蔵へと引き継がれていた。改めて幻蔵へと仕事を依頼する九鬼姫に対し幻蔵は報酬として、鬼九姫の身体の型を要求する‥‥。
傀儡師、妖鬼に見えるの縁（くぐつし、ようきにまみえるのえん）

傀儡師、神隠しを哀れむの縁（くぐつし、かみかくしをあわれむのえん）

傀儡師、殿様を操るの縁（くぐつし、とのさまをあやつるのえん）

傀儡師、呆けて候ふの縁（くぐつし、ほうけてさうらふのえん）

傀儡師、死病の男を再現するの縁（くぐつし、しびょうのおとこをさいげんするのえん）

傀儡師、死命を制せられるの縁（くぐつし、しめいをせいせられるのえん）

傀儡師、水軍の秘宝を探すの縁（くぐつし、すいぐんのひほうをさがすのえん）

## 単行本
- アフタヌーンKC(全5巻)
  - 1巻 ISBN 978-4063210873
  - 2巻 ISBN 978-4063211078　
  - 3巻 ISBN 978-4063211436　
  - 4巻 ISBN 978-4063211535　
  - 5巻 ISBN 978-4063211610

- 講談社漫画文庫(全3巻)
  - 上巻 ISBN 978-4063707731　
  - 中巻 ISBN 978-4063707748
  - 下巻 ISBN 978-4063707755